# Kross
Kross S.A. – polskie przedsiębiorstwo z siedzibą w Przasnyszu utworzone w 1990. Produkuje rowery, ramy i akcesoria rowerowe. 

## Historia
Przedsiębiorstwo powstało w 1990 roku, kiedy Zbigniew Sosnowski otworzył w Przasnyszu sklep rowerowy, który niedługo potem przekształcił się w hurtownię rowerów. W 1995 zakupił i przewiózł do Przasnysza wyposażenie bankrutującej fabryki produkującej rowery w Cuneo we Włoszech. Uruchomił produkcję w budynkach zakupionych od przasnyskiej PSS „Społem“.
Dzięki inwestycjom z czasem przedsiębiorstwo stało się znaczącym producentem rowerów, początkowo sprzedawanych pod marką Grand, a od 2003 – Kross.
W latach 2004–2007 w Przasnyszu produkowane były również skutery pod marką Zipp, która należała do przedsiębiorstwa Kross. Do Kross należy także drużyna kolarstwa górskiego Kross Racing Team, zrzeszona w Międzynarodowej Unii Kolarskiej, w barwach której jeżdżą m.in. Maja Włoszczowska, Bartłomiej Wawak i Fabian Giger.
W lutym 2017 roku spółka kupiła holenderską markę Multicycle, specjalizującą się w rowerach elektrycznych. W tym samym roku Kross utworzył linię do produkcji ram z włókna węglowego. Kross jest jedną z nielicznych firm w Europie, które produkują ramy rowerowe z włókna węglowego.
Łączna produkcja w sezonie 2018 wyniosła 275 tys. rowerów. W 2020 spółka eksportowała je do 50 państw. 

## Produkty
Kross ma w swojej kolekcji kilka grup rowerów przeznaczonych do różnych zastosowań: górskich, szosowych, elektrycznych, turystycznych, miejskich i dziecięcych.
Nazewnictwo rowerów trekkingowych Kross zmieniło się w 2018 roku. Przez wiele lat rowery turystyczne posiadały nazwy własne: Trans Siberian, Trans Alp, Trans Arctica itd. Od 2018 roku nazewnictwo rowerów oparto na dodaniu do przedrostka „Trans” kolejnych cyfr arabskich. Podobna zmiana spotkała rowery z grupy MTB. Znane do tej pory jako Level B (w przypadku rowerów 29 cali), Level R (w przypadku rowerów na kołach 27,5″) oraz Level A (koła 26 cali) zmieniły nazwy na przedrostek „Level” z dodatkiem cyfr arabskich. 
Podobna sytuacja miała miejsce w przypadku rowerów z serii Hexagon. Kross Hexagon to rowery górskie o bardziej rekreacyjnej geometrii, wygodniejsze od wyczynowych rowerów z serii Level.
Do Kross S.A. należy także marka rowerów miejskich Le Grand.

## Galeria

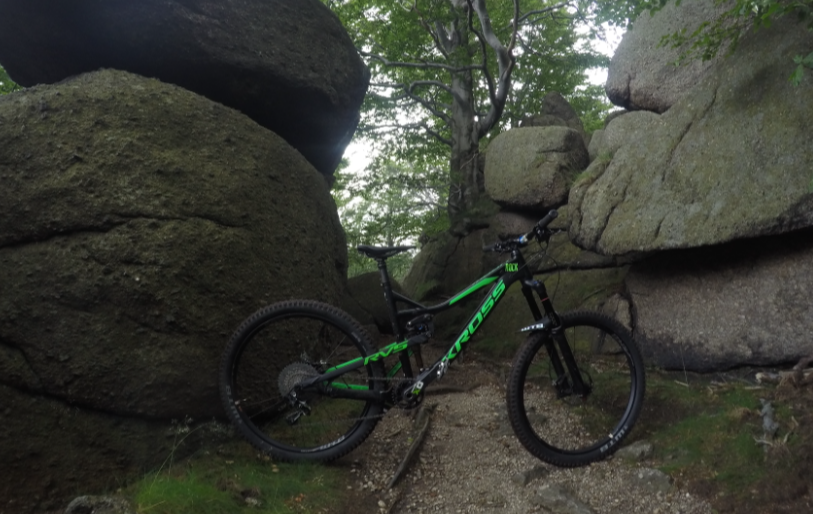
rower enduro Kross Moon
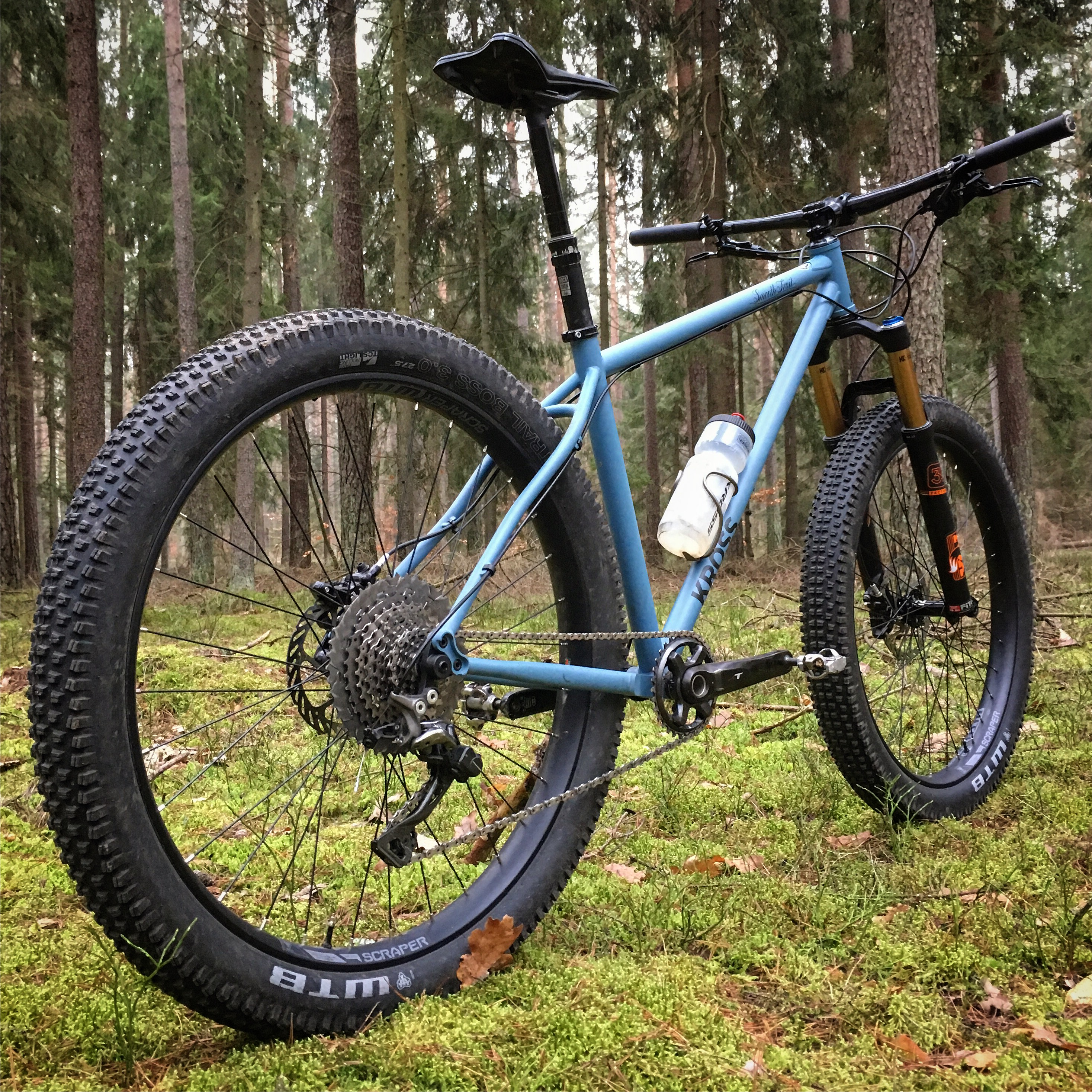
rower trailowy Kross Smooth Trail
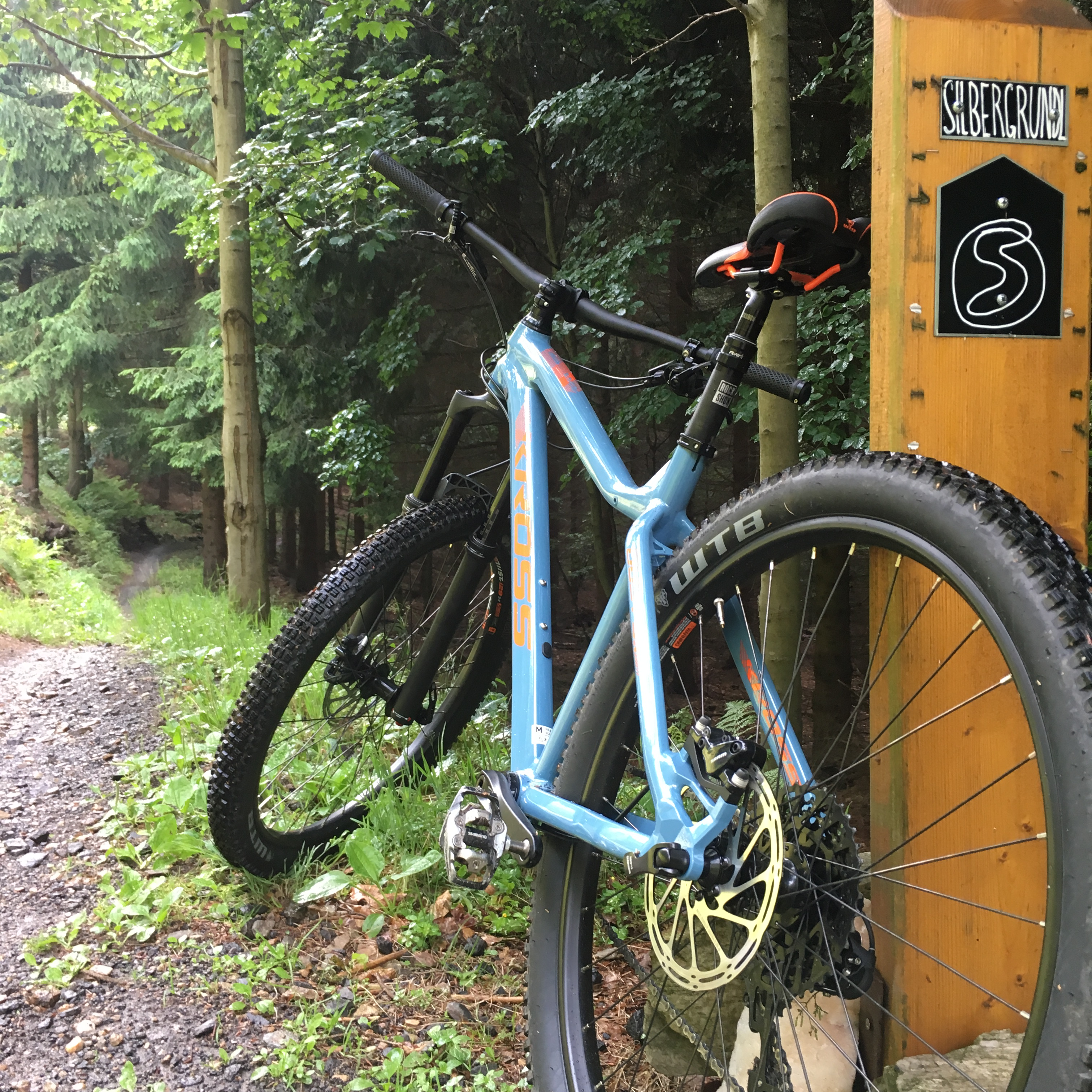
rower trailowy Kross Dust 3.0.
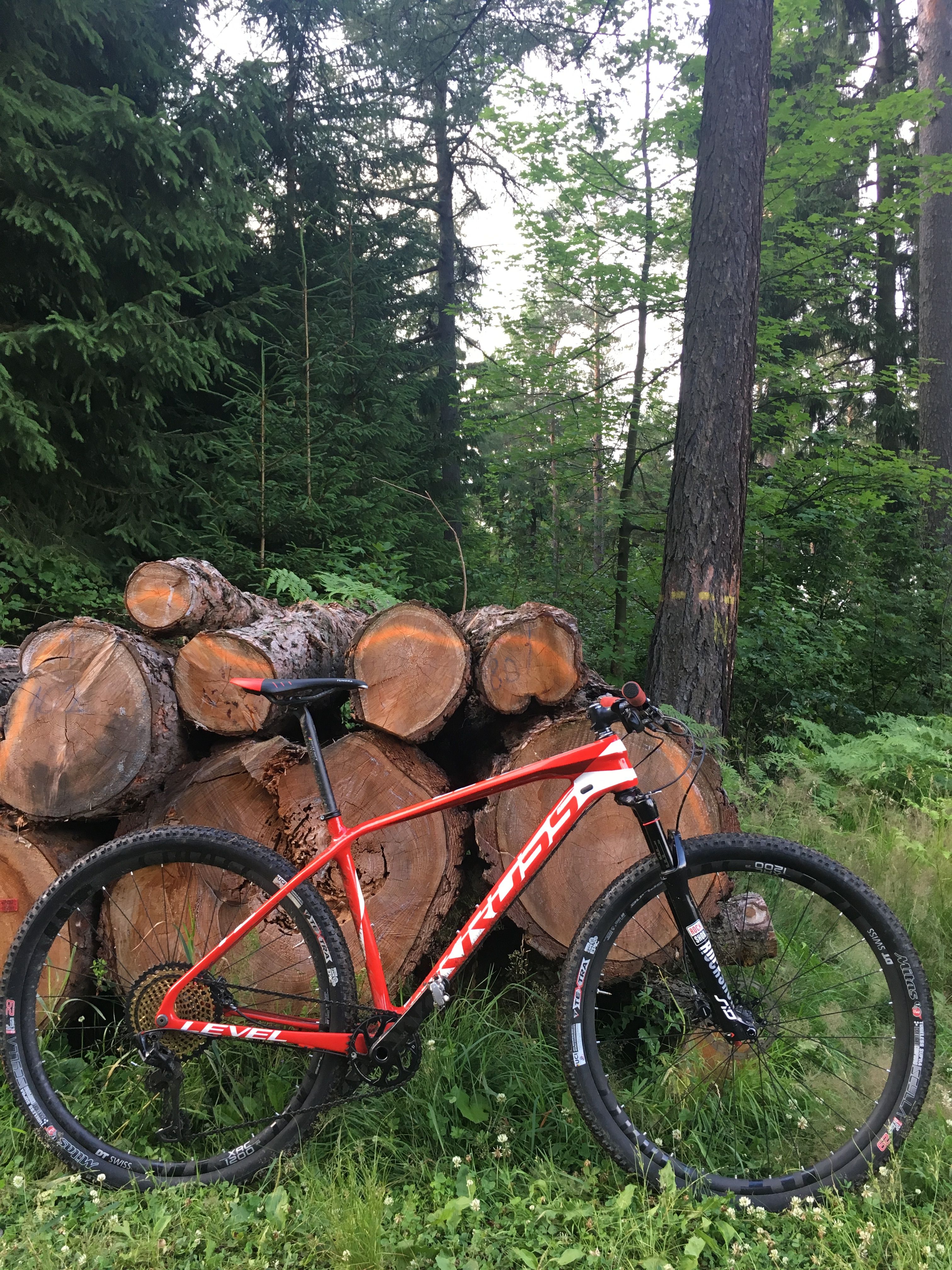
rower MTB XC Kross Level